# Alfa, Arad

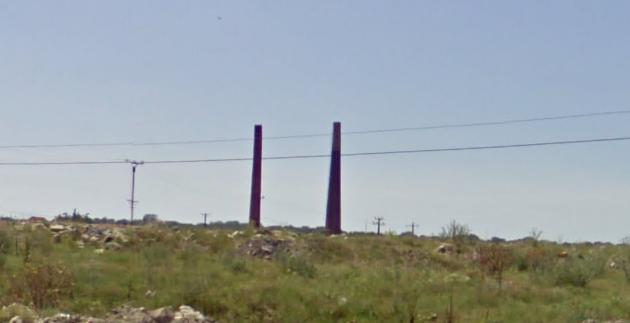
Fosta Fabrică de cărămidă

Alfa este un cartier al orașului Arad cu o populație estimată la aproximativ 18.000 de locuitori.